# Eduardo Serra Rexach
Eduardo Serra Rexach (ur. 19 grudnia 1946 w Madrycie) – hiszpański prawnik, menedżer i polityk, w latach 1996–2000 minister obrony.

## Życiorys
Ukończył studia prawnicze na Uniwersytecie Complutense w Madrycie. Został wykładowcą filozofii prawa na tej uczelni. W 1974 dołączył do Cuerpo de Abogados del Estado, korpusu urzędników służby cywilnej. Od 1977 był dyrektorem gabinetu ministra przemysłu i energii, a od 1979 sekretarzem generalnym państwowej kompanii Instituto Nacional de Industria. W latach 1982–1984 pełnił funkcję podsekretarza stanu w resorcie obrony, następnie do 1988 był sekretarzem stanu w tym resorcie. Później zarządzał takimi przedsiębiorstwami jak Telettra Española, Cubiertas, Peugeot-Talbot España i inne.
Od maja 1996 do kwietnia 2000 sprawował urząd ministra obrony w rządzie José Maríi Aznara tworzonym przez Partię Ludową. Powrócił następnie do sektora prywatnego.